# 溝口直溥
溝口 直溥（みぞぐち なおひろ）は、江戸時代後期の大名。越後国新発田藩11代藩主。官位は従五位下・主膳正。のち従四位下。

## 経歴
10代藩主・溝口直諒の長男として新発田にて誕生した。幼名は錦之助。
文政8年（1825年）、江戸へ登り、父・直諒の正室を養母として嫡子となる。天保3年（1832年）6月1日、11代将軍・徳川家斉に初御目見する。同4年12月10日（1834年）、従五位下・主膳正に叙任する。天保9年（1838年）8月5日、父の隠居に伴い家督を継ぐ。
天保13年（1842年）、日光山御霊屋等修復の手伝い普請を命じられる。嘉永6年（1853年）5月27日、老中松平乗全から中川久昭と共に柳間の取締を命じられる。同年10月22日、松前崇広の後見を命じられる。同年11月8日、後見を承諾する。安政2年（1855年）10月2日、松前崇広の後見を辞職する。万延元年（1860年）、佐渡国警衛の任を解かれ、新潟援兵を申し付けられる。同年、このことなどを理由として10万石への高直しを命じられる。文久元年（1861年）には和宮に従って江戸入りした公家衆の接待役を勤める。同年12月16日、従四位下に昇進し、城中の殿席も大広間詰となる。同3年（1863年）、14代将軍・徳川家茂の上洛に供奉して京都に至り、孝明天皇に拝謁する。同年、10万石以上の大名の役として御所警衛のために家臣を派遣し、京都に藩邸を設ける。同年、新潟警衛の任を解かれ、高田藩と隔年で佐渡警衛を行うべき旨申し付けられる。元治元年（1864年）天狗党の乱に伴って下野国出兵を命じられ、家老・溝口内匠を大将として出陣させる。慶応2年（1866年）には再び上京して京都警衛を勤める。
慶応3年（1867年）8月28日、家督を嫡子の直正に譲って隠居する。同4年（1868年）には国元に戻り、この年剃髪して「静山」と号す。明治3年（1870年）に上京して以後東京に住み、同7年（1874年）4月26日、東京において56歳で死去する。法号は誠感院大光峻徳大居士。東京の駒込吉祥寺に葬る。

## 治世
直溥は家督継承時に数え20歳であったが、その後長く父直諒が存命したため、その治世は尊王開国論者であった父の影響を大きく受けたものであった。嘉永年間には西洋流砲術が導入され、相次ぐ出兵や領内・近領の警衛のためにも軍事面での充実が図られた。また、長く5万石の表高であった新発田藩はこの代に10万石に高直しされ、家格も上昇した。戊辰戦争に際しては既に隠居をしていたが、新発田にあって重臣らと共に難局にあたった。

## 系譜
子女は16男15女。他に若年で没した弟・本多忠穆の娘を養女とした。以下では早世の者を除き、成人した者のみを挙げる。
- 父：溝口直諒
- 母：稲美、慶寿院 - 福山氏
- 養母：歌姫 - 浅野斉賢の娘、溝口直諒の正室
- 正室：愛姫 - 松平康任の娘、死別
- 継室：増姫 - 土屋彦直の娘
- 側室：西村氏
  - 四男：溝口直正 - 誠之進、12代藩主。
- 側室：善尾
- 生母不明の子女
  - 八男：増山正治 - 信太郎、溝口直和、旧伊勢長島藩主増山正同の養子となり、増山子爵家を継承した。
  - 十四男：諏訪忠元 - 源八郎、旧信濃高島藩主諏訪忠誠の養子となり、諏訪子爵家を継承した。
  - 十六男：五島盛光 - 歓十郎、旧肥前福江藩主五島子爵家の当主五島盛主の養子となり、五島子爵家を継承した。
  - 男子：溝口武五郎
  - 次女：鋹姫 - 始め備後福山藩主阿部正教の正室となり、のち死別して三河吉田藩主松平信古の継室となった。
  - 四女：文姫 - 始め播磨赤穂藩主森忠徳の嫡子勝蔵と縁談が整うが、解消する。その後伊予大洲藩主加藤泰祉の正室となる。
  - 七女：幾姫 - 旧陸奥盛岡藩主南部利恭の継室。
  - 十五女：銀姫 - 銀子、旧近江大溝藩主分部光謙の正室となるが、後に離縁した。
- 養子
  - 女子：熾仁親王妃董子 - 栄姫、実弟・本多忠穆（溝口直與）の次女。有栖川宮熾仁親王の妃となり、董子（ただこ）と称した。
  - 女子：徳川広子 - 広姫、実弟・本多忠穆（溝口直與）の三女。旧紀伊和歌山藩主徳川茂承継室となり、徳川広子と称した。